# Ordre de Saint-Ferdinand (Espagne)

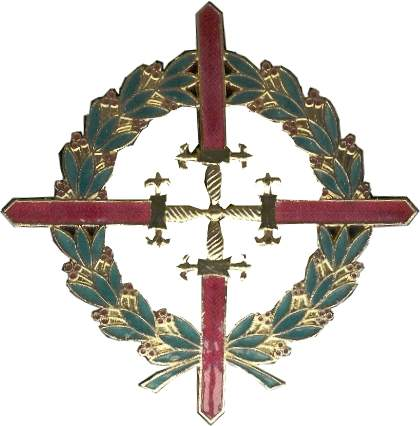
Cruz Laureada de San Fernando.

Pour les articles homonymes, voir Ordre de Saint-Ferdinand.
L'ordre royal et militaire de Saint-Ferdinand (en espagnol Real y Militar Orden de San Fernando ou plus couramment Laureada de San Fernando) est un ordre honorifique espagnol, destiné à récompenser les mérites militaires.
Il est destiné spécialement aux militaires et a pour grand maître le roi d’Espagne.
Son but est : « Honorer le courage héroïque et le plus extrême, ainsi que les qualités telles que l'abnégation qui conduisent à accomplir des actions exceptionnelles ou extraordinaires, individuelles ou collectives, toujours au service et bénéfice de l'Espagne ».

## Historique
Date d'instauration : créé le 31 août 1811 par les Cortes de Cadix, et confirmé par Ferdinand VII d'Espagne lors de sa rentrée à Madrid en 1815.
Les premiers faits d'armes qui ont été récompensés par cette décoration sont ceux du brigadier Martín García-Loygorri e Ichaso, dont l'intervention décisive au commandement des pièces d'artillerie lors de la bataille d'Alcañiz (1809), pendant la Guerre d'indépendance espagnole, a mené les troupes espagnoles à une victoire retentissante sur les français.

## Organisation
L'ordre comprend cinq classes : 
- 1e classe : Chevalier Grand-croix laurée (réservée aux officiers généraux des armées). Elle se compose d'une croix formée de quatre épées d'or jointes par les boutons de ses poignées, soutenues par une couronne de laurier ; bande de soie de gueules, filetée d'orange, aux extrémités de laquelle est accrochée une coquille Saint-Jacques avec la légende "À la vaillance héroïque" ; au revers la date "1811".
- 2e classe : Chevalier Croix laurée (pour le reste du personnel des armées, militaire ou civil). Comme le précédent, mais de gueules et épées sans bande.
- 3e classe : Croix laurée collective (pour des unités ou organisations des forces armées ou de la Garde civile). Elle se compose :
  - Pour le personnel : d'un écusson brodé d'une couronne de laurier porté sur le revers de la manche d'uniforme.
  - Pour les unités et les organisations : d'un étendard, d'une cravate d'étendard ou d'une plaque.
- 4e classe : Chevalier. Elle se compose d'un médaillon circulaire figurant une allégorie féminine de l'Espagne offrant une couronne de laurier et tenant un bouclier avec une tête de lion.
- 5e classe : Médaille collective. Comme la précédente.

Les titulaires de l'ordre se voient accorder un supplément de traitement et gratifiés de la dignité de Chevalier (ou Dame) à la Croix (ou Grand-croix) laurée devant leur nom.

## Rubans
| Rubans                       |                        |           |
| Chevalier Grand-croix laurée | Chevalier Croix laurée | Chevalier |

## Récipiendaires
- Auguste-Marie Agard de Maupas[2]
- Arthur de Trentinian 1862 avec plaque
- François de Fossa, décoré par Ferdinand VII.
- Jean-François de Cariés de Senilhes.
- Bernard Pierre Magnan, maréchal de France; (2e classe, 1823)
- Constantin Jean Marie Xavier de Dax, marquis d'Axat, officier supérieur de la Garde royale (régiment des dragons à cheval de la Garde), décoré à la suite de sa participation à l'Expédition d'Espagne (1823).
- Ernest Ezéchiel Marie Bon de Barolet autorisé par décret du 28 mars 1862 à accepter et à porter la croix de chevalier de l'Ordre Royal de Saint Ferdinand d'Espagne (source : Base Léonore - France)
- Jean Auguste Clavel, adjoint au maire de Niort (Deux-Sèvres) en 1855, dit chevalier de deuxième classe de cet ordre (source : état-civil de Niort).
- François Buchet, général ; (4e classe, 1823).
- Henri Rieunier décoré par sa majesté la reine d'Espagne Isabelle II, le 6 septembre 1861.
- Juan Clarós ; (1re classe) décoré par sa majesté le roi d'Espagne Ferdinand VII, le 23 décembre 1817.
- Charles Louis de Chasseloup de La Motte, décoré à la suite de sa participation à l'Expédition d'Espagne
- Geoffroy Louis de Chateaubriand, décoré à la suite de sa participation à l'Expédition d'Espagne